# Wilen bei Wollerau

Wilen und Richterswil. Historisches Luftbild von Werner Friedli von 1968

Wilen SZ ist ein Ortsteil der Gemeinde Freienbach im Schweizer Kanton Schwyz.  Wilen ist mit Wollerau zusammengebaut und hat dessen Postleitzahl, gehört aber politisch zur Gemeinde Freienbach. Vor allem wegen der Nähe zu Zürich und der niedrigen Steuern haben sich die Einwohnerzahl und die Bodenpreise in den letzten 25 Jahren verdoppelt.
Wilen ist Haltestelle der SOB-Bahnlinie Arth-Goldau – Pfäffikon SZ – Rapperswil SG und liegt an der Buslinie Pfäffikon SZ – Samstagern. Der Ort hat eine Primarschule und einen Kindergarten. Wilen ist ein reines Wohnquartier und hat nur wenig Gewerbe und keine Industrie. Es setzt sich zusammen aus den Wohnquartieren Eulen, Fällmis und Breiten. In Wilen befindet sich der Sitz der BZ Bank von Financier Martin Ebner.
Zwischen Wilen und Freienbach liegt das Weinanbaugebiet Leutschen. Aus diesen Trauben wird der Leutschner-Wein hergestellt. Rund 8 ha des Weinbergs Leutschen gehört dem Kloster Einsiedeln, das den Wein in der eigenen Klosterkellerei in Einsiedeln keltert. Ebenfalls dem Kloster gehört das Leutschenhaus, das barocke Herrschaftshaus inmitten der Reben. Es beherbergt seit 2002 ein Speiserestaurant. Ein Teil des Weinbergs, rund 6 ha, gehört der in Freienbach ansässigen Gebrüder Kümin Weinbau und Weinhandel AG. Durch das Weingebiet führt ein Reben-Lehrpfad.